# فخري النشاشيبي
فخري النشاشيبي، (ولد في 1899 في القدس، اغتيل في 9 تشرين الثاني 1941 في بغداد)، هو سياسي فلسطيني برز في العشرينيات في العمل الثقافي والنقابي، وشارك مع ابن عمه راغب النشاشيبي في تأسيس حزب الدفاع الوطني، المنافس لأمين الحسيني، وشارك في عام 1938 في تنظيم فصائل السلام المسلحة التي لاحقت فلول ثورة 1936-1939. اغتيل في بغداد على يد أنصار أمين الحسيني.

## حياته
كان فخري النشاشيبي ضابطا في الجيش التركي في الحرب العالمية الأولى، وأتقن عدة لغات، وعمل بعد الاحتلال البريطاني في عدة وظائف حكومية في فلسطين الانتدابية، فكان مساعدا ميدانيا للمندوب السامي ثم لرئيس بلدية القدس.(ص.45) عمل في الغرفة التجارية العربية في يافا وهناك تعرف إلى زوجته شفيقة الرياشي، وهي من عائلة مسيحية لبنانية، وكانت تمتلك متجرا في يافا.(ص.81)
برز النشاشيبي في الأوساط الثقافية في فلسطين، وعرف باهتماماته باللأدب والفنون، وربطته صداقات مع الكثيرين من شخوصها في فترة العشرينيات ومطلع الثلاثينيات، مثل الموسيقي واصف جوهرية والشاعر إبراهيم طوقان الذي امتدحه في مقالة في صحيفة فلسطين.
كما برز في بدايات الحركة العمالية الفلسطينية وأسس جمعية العمال العرب في القدس وفروعا لها في عدة مدن في فلسطين، وكوّن في القدس أوائل الحاميات العمالية العربية التي تصدت للحاميات الصهيونية التي كانت تحاول طرد العمال العرب وفرض العمل العبري بالعنف، وتعاون مع الناشط العمالي ميشيل متري في تأسيس فرع للجمعة في يافا، انفصل عنه لاحقا وتولى قيادته ميشيل متري ثم جورج منصور.
كان الذراع اليمنى لابن عمه السياسي الفلسطيني راغب النشاشيبي، وشارك بعد خسارة راغب لانتخابات بلدية القدس عام 1934 في تأسيس حزب الدفاع الوطني المعارض لقيادة أمين الحسيني. وقد ساند الحزب ثورة 1936-1939 في سنتها الأولى، واعتقل فخري النشاشيبي وآخرون من قيادات حزب الدفاع في آب 1936 في معتقل عوجة الحفر في النقب.(ص.47) إلا أنه وافق عام 1937 على مخرجات لجنة بيل البريطانية التي ارتأت تقسيم فلسطين، وانسحب من اللجنة العربية العليا، ما عنى الصدام المباشر بين حزب الدفاع والثورة المسلحة. في تموز 1937 أصيب بالرصاص في يده في محاولة لاغتياله امام مقهى الحلواني في يافا.
في عام 1938 غادر راغب النشاشيبي البلاد إلى مصر، وتولى فخري قيادة حزب الدفاع، ووجه في تشرين الثاني 1938 مذكرة إلى المندوب السامي انتقد فيها عجز سلطات الانتداب عن حماية المواطنين من «الإرهاب»، وأكد على قبول العرب لخطة التقسيم الذي طرحتها لجنة بيل، وطعن في شرعية تمثيل تيار أمين الحسيني لعرب فلسطين، مؤكدا على أن حزب الدفاع والمستقلين في محيطه «يمثلون 75% من مصالح عرب فلسطين الاقتصادية وما يقارب نصف عدد السكان العرب».(ص.87) ونشر في نفس العام سلسلة من المقالات(ص.78) وكتابا بعنوان «من قبور فلسطين» هاجم فيها أمين الحسيني وقيادات الثورة، ما جعله على رأس قائمة المطلوبين، وتعرض وأنصاره إلى ملاحقة الثوار وتعرض شخصيا إلى محاولة اغتيال ثانية في القدس.(ص.81)
بعد حملة الاعتقالات التي طالت أعضاء اللجنة العربية العليا وفرار أمين الحسيني من فلسطين في أيلول 1937، رأى حزب الدفاع الوقت ملائما لتسلم القيادة، وأبدى راغب وفخري النشاشيبي في الاتصالات بالوكالة اليهودية استعدادا للتعاون من أجل التوصل إلى اتفاق عربي يهودي بريطاني. وفي مواجهة حملة الاغتيالات التي تعرض لها أنصار المعارضة الفلسطينية كان فخري النشاشيبي من أوائل من اقترحوا تشكيل فرقة مسلحة تعمل ضد الثوار، وتلقى في خريف 1938 أسلحة من الهاغاناه،(ص.126-127، 140) وكان مع فخري عبد الهادي من أبرز القيادات الفلسطينية في فصائل السلام المسلحة التي تعاونت مع البريطانيين في ملاحقة فلول الثوار، حيث اعتبر أن الثورة المسلحة قد انتهت بقرار من الملوك والرؤساء العرب ولم تعد ذات ضرورة بعد صدور خطة التقسيم وبعد دعوة بريطانيا العرب واليهود إلى طاولة المفاوضات في لندن.(ص.87)
ربطته علاقة صداقة بنوري السعيد والأمير عبد الإله، وقد استضافهما في القدس عندما فرا من العراق في فترة انقلاب رشيد عالي الكيلاني، وقد كان في زيارة إليهما في بغداد عندما اغتيل.(ص.81-82)

## مصرعه
أغتيل أمام فندق سميراميس في بغداد في 9 تشرين الثاني 1941، على أيدي أنصار أمين الحسيني، وتشير مصادر إلى أن القائد الفلسطيني عارف عبد الرازق هو من أصدر الأمر باغتياله بتهمة الخيانة. دفن في مقبرة باب الساهرة في القدس.